# ジパング (大阪府)
株式会社ZIPANG.S.S（ジパングエスエス）は、大阪府に拠点を置く貸切バス専業のバス事業者である。
この項目では、同社の前身である「中央観光バス」および中央観光バスより事業を引き継いだ「ジェイ・ジェイ交通（後にZIPANG JJに社名変更）」、ZIPANG JJを継承した「ZIPANG（ジパング）」についても記述する。中央観光バス時代にはバスを「旅の主役」として位置付け、豪華な貸切車を多く保有していたことで有名。また、「ZIPANG」ブランドは、以後同社の代名詞ともなっており、現在の社名にも使用されている。

## 概説
豪華貸切車ばかりがラインアップされ、観光バス業界の風雲児と言われた。
また、同じ大阪府に本拠を持つ貸切専業バス事業者の中央交通に対抗して、輸入商社として「バルC.S.B商事」を設立、ネオプランをはじめとしてMANやボーバなどの輸入代理店となっていた（ただしボーバは中央観光バス以外には導入事業者はなかった）。特にネオプランは中央交通との間で激しい商戦が繰り広げられたという。
三菱ふそう・エアロキングの開発に参加し、特に第3軸目の構造においての技術指導が行われた。
しかし、団体旅行の激減、会員募集旅行の増加という観光バス市場の変化についていくことは出来ず、2001年8月8日、事業停止により従業員全員が解雇されることになった。
同社の倒産から再生までの道のりを描いた「倒産から奇跡の復活劇」によると、倒産後の混乱期、相次ぐ予約のキャンセル、旧中央観光バス債権者から罵声を浴びせられる、連合系の組合員から退職金の担保として車両の半分近くを引き上げられる等苦難が続いたという。それでも全労連系組合長は「雇用を守る」と、組合員ドライバーが営業マンとしても活躍し、最終的に組合長が社長に就任することで再建の道筋をつけた。担保となっていた車両もトップ会談で「雇用と退職金は保証する」と約束して取り戻した。その後中央観光バス労働組合では『ジェイ・ジェイ交通株式会社』を設立、退職金債権として保全措置を講じていた車両28台とZIPANGの商標を代物弁済として譲り受け、事業を引き継いだ。2002年には『ZIPANG JJ（ジパング・ジェイ・ジェイ）』へ、その後2005年頃にZIPANG JJの事業を引き継ぐ形で『ZIPANG』が設立。2015年に『ZIPANG.S.S
』が事業を引き継ぎ現在に至っている。
一般貸切事業のほか、宿泊先手配・JR乗車券および航空券の取り扱いも行っている。一時期WILLER TRAVEL主催の都市間ツアーバスの受託運行を行っていた時期があり、2012年現在でも受託するツアーバスは不明であるものの国土交通省作成の「高速ツアーバス運行事業者リスト」に名を連ねている。また、2013年現在では日本水陸観光が大阪市内で運行する水陸両用バス「Legend 零 FOUR」の陸上区間の委託運行を行っている。
ZIPANG移行後、千葉県の貸切バス事業者平和交通有限会社（後に三重県の菰野東部交通に事業譲渡）の元社員を中心に千葉県成田市に関東営業所を開設していたが、2008年に撤退した模様である。

## 沿革
- 1965年（昭和40年）9月 - 中央観光株式会社として設立。
- 1974年（昭和49年）5月 - 中央観光バス株式会社に社名変更。
- 2001年（平成13年）
  - 7月30日 - 労働組合により、ジェイ・ジェイ交通株式会社が設立。
  - 8月8日 - 中央観光バス株式会社が倒産。
- 2002年（平成14年）
  - 9月 - 中央観光バス株式会社から、ジェイ・ジェイ交通株式会社へ事業譲渡手続きが完了。
  - 11月1日 - ジェイ・ジェイ交通株式会社からジパング・ジェイ・ジェイ株式会社に社名変更。
- 2005年（平成17年）12月1日 - ジパング・ジェイ・ジェイの事業を継承し、ジパング株式会社が設立。
- 2007年（平成19年）
  - 4月17日 - Nox・Pm法回避のため門真営業所で使用している車両を同法適用外地域の南営業所を本拠地とした虚偽登録の疑いで当時の社長が逮捕される。
  - 7月23日 - 平和交通 埼玉県に本拠地を置き、千葉県成田市内に営業所を置いていたが撤退。
- 2015年（平成27年）11月26日 - ジパングのバス事業を継承し、現在の株式会社ZIPANG.S.Sを設立。

## 事業所
- 本社 - 大阪府門真市三ツ島3丁目3-33

## 車両
当初からバスを旅の主役として位置付け、豪華な貸切車を多く保有していた。屋根上の装飾として、はとバスが導入していたスーパーバスの特徴でもあったミサイルのようなエアコンダクトを模した、バス・ロケットを設けた車両もあった。内装についても、スタンダード車であってもシャンデリアを装備するなど、豪華さを強調する仕様となっていた。中央観光独自の仕様として、車体サイズや外装装備品の特注設計に終わらず、車体そのものを基本から設計させたりしていた。同社のバスはジパングブランド以降は星5つがスタンダード、星7つがハイグレード車として区別されていた。
1979年には中央交通に少し遅れてネオプラン車を導入。N122/3スカイライナーが豪華サロンバス「エンパイアステートサルーン」として、1982年までに合計26台導入され、N116/3シティライナーも初期型の3軸車体が同時期に少数導入された。1982年後期導入のスカイライナー6台はモデルチェンジによりN122J/3となり、前面のホリゾンタルピラーが細くなるようにデザインが一新され、フロント側のサイドシルエットが「く」の字のような状態となり、フロントスクリーンの傾斜がきつくなった。その後も1983年に「オリエント・エクスプレス」としてN122J/3が9台導入された後も、N326J/3スカイライナーやN116/2シティライナー、N117/2スペースライナーが大量に導入された。
これ以外にも、MAN車やボーバ車など、多くの輸入車を導入した。中央観光バス株式会社が倒産した後、これらの豪華貸切車は大半が売却されており、残った車両も通常のスタンダード仕様に改装された上で運用されていた。
ZIPANG-JJ時代に、台湾経由でスカニアを導入しようとする動きもあり、現地にスタッフを派遣して車両を買い付けて日本に輸入しようとしたが、仲介をする商社との折衝中に諸般の事情により中断となった。
なお中央観光バス時代から、同社から払出されたバスは今でもある程度の台数が存在しているが、ZIPANG-JJ以降はZIPANGの車体ロゴやエンブレムの撤去が、極一部の限られた車両を除いて撤去することが義務付けられており、特に直接購入した車体の場合はジパングとの売買契約書の内容の確認が重要である。ちなみにJJからジパングへは、『経営譲渡』であるので、JJ時代に交わされた売買契約書はジパングになった現在でも有効である。特にハレー以降の払出車両に関しては、車体ロゴやエンブレムの装着を『ジパングから譲渡した人間に限り認めている』ことがほとんどであるため、個人売買によってロゴやエンブレムの装着された車体を手にした場合は、その都度ジパングへの確認と契約が必要である。また塗装変更を行なわれた車体を手に入れて、元のカラーリングに戻しロゴを入れたりエンブレムの再装着をすることは認めていない。
以下に主な車両の概要を記す。

### 稼動中の車両

#### ジパング・オリエントエクスプレス（スタンダード車）
| 「ジパング・オリエントエクスプレス」 三菱ふそう・エアロクィーンII |  | 「ジパング・オリエントエクスプレス」 日産ディーゼル・スペースアローA |
| 「ジパング・オリエントエクスプレス」 三菱ふそう・エアロクィーンII |  | 「ジパング・オリエントエクスプレス」 日産ディーゼル・スペースアローA |

49人乗りの日産ディーゼル・スペースアローA、ヒュンダイ・ユニバース、三菱ふそう・エアロエースが在籍。このうち、スペースアローA以降に導入された各車は従来のブロンズ製エンブレムが道路法に抵触するためステッカー式に変更されている。かつては「ジパング・ダイムラー」の45人乗り車の塗装変更車や日野・セレガRGJと三菱ふそう・エアロクイーンIIの回転サロン装備車が在籍していたが、車両代替や排ガス規制強化のあおりを受け除籍された。

#### ジパング・エレガントエクスプレス（中型車）
2006年頃他社から導入された定員28人の中型車。当初は日野・セレガRFCと三菱ふそう・エアロバスMMが1台ずつ導入されたが、先述のヒュンダイ・ユニバースの代替でエアロバスMMが除籍され、現在はセレガRFC1台のみが在籍する。

#### エバーグロスツアーズ契約車（大型スタンダード車）

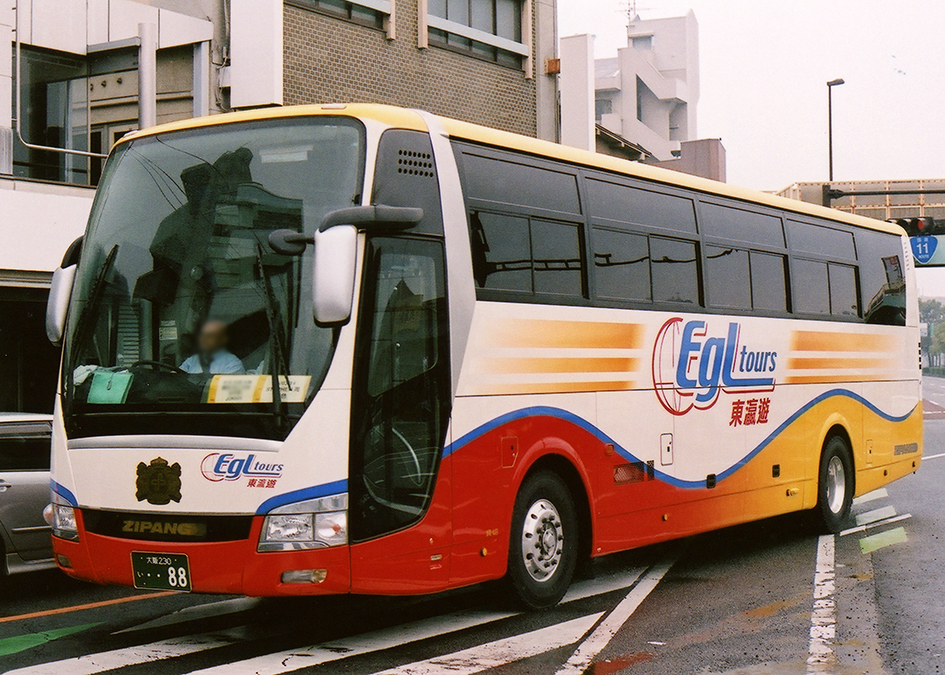
「エバーグロスツアーズ契約車」 日産ディーゼル・スペースウィングA

香港の大手訪日旅行社エバーグロスツアーズ社主催旅行の専用車で、車種は日産ディーゼル・スペースウィングAと三菱ふそう・エアロクイーン。同社の契約車は全国各地の事業者で見受けられるが、運行事業者の社章が描かれているのは稀なケースである。尚、スペースウィングAはエアロクイーン導入後車体ロゴがジパングのものに変更された。

### 過去に存在した車両

#### 和風特別車（ハイグレード車）
後部サロン付34人乗り。後部サロンを和風に仕立てたもので、法規上お座敷には出来なかったものの、カーテンの代わりに障子があり、最後部は床の間であった。

#### エンパイアステートサルーン（ハイグレード車）
1979年に導入されたスカイライナー。N122/3が先行で15台輸入され、当時としては珍しい8MT車だった。1982年からはN122J/3が6台輸入された。内装、外装ともにパンフレットに掲載されていない仕様のものも存在しており、純粋な多人数乗車可能な車体として一階席のサロンルームを廃し、16人分程の正席を設置したスタンダード車も2台用意された。晩年は後期導入分の2台のN122J/3がジパングカラーに塗り替えられた。なお、N116/3を用いた車も同名で紹介している所があるが、正しくは後述のとおり別の車種として扱われている。

#### ニューエンパイアステートサルーン（スタンダード車）
1983年に5台が導入され、N326J/3スカイライナーをベースとして採用した。中央交通の導入車との差別化を図るため、一階席のフロントスクリーンのワイパーを路線バス仕様の合掌型を採用してある。内装にエンパイアステートサルーンとの大きな差異はないが、内装生地の変更などで差別化を図った。

#### エンパイアサルーン（スタンダード車）
エンパイアステートサルーンよりも若干早くに輸入された。ベース車にN116/3シティライナーを採用し、車内後部にサロンルームを設置していたが、早期に登録抹消された。導入当初はUFOサルーンと名づけられていたが、エンパイアステートサルーンの導入に伴い、呼称変更を行った。

#### VIPサルーン（ハイグレード車）
1980年に観光バスの最高峰を目指す目的で2台導入された。ただし、新車として導入されたのは1台だけで、もう1台はそれまで在籍していた塗装がトリコロールの、三菱・富士車のクリスタルサルーン1台を改造して導入され、新車導入された車体は同社で唯一の防弾ガラスを装備していた。導入当初は2台とも全体を金色に塗装されていたが、第一次改装時に改造車側のみを銀色塗装に変更し、第二次改装時には新車導入車も銀色塗装に変更された。

#### オリエントエクスプレスVIP（ハイグレード車）
同社観光バスの最高級車で、定員は僅か23名。車内は総絨毯仕立てで、土足禁止とし、ブルーリボンK-RU638AAがこの仕様で1984年に2台だけ導入された。後にも先にも大阪中央観光バスを代表するバスであり、日本の数ある観光バスの歴史においても、この車の右に並ぶ車は現在においても存在しない。車番123号車と124号車が存在し、特に124号車はほとんど運用に就くことはなく大事に車庫保管されていたようである。この124号車を造るためだけに、日野自動車は生産ラインのすべてを一度クリーニングし、他社からの受注をすべて後回しにして厳選された部品のみを使い、生産ラインの各職長の手のみによって124号車を造ったという。この間に他社からの受注された車は生産ラインに入ることはなく後回しにされ、124号車がロールアウトするまでの間は生産ラインは閑散としていたといわれる。このような生産方法は、ロイヤルエンジンのEF58形電気機関車60・61号機でも採用されず、当時の東芝と日立でも、量産型と並行して生産されていたくらいであった。VIPの名が表すように、その内装はあくまでも選ばれた顧客のみが利用することを許されたもので、宮内庁の依頼により天皇が利用したとしてもなんら違和感、失礼のないものであることを念頭に設計が行われた。一般顧客に対しては常に123号車を運用に供すために、同じ車でありながら差別化を図った。そのためにカーテン生地やシート生地も、123号車と124号車では違うものが採用されていた。また124号車に取り付けられたゴールドキング製のシャンデリアは、既製品を一度バラバラにして沢山のビーズの中から厳選された物だけで組み上げられ、桐の箱に納められて大阪に送られた。この時に納められた桐の箱は今でもジパングで保管されているという。このため、124号車は常に同社の看板車として各種カタログやパンフレットに採用され、平成5年に123号車や他のオリエントエクスプレスシリーズが除籍し払出された後も白ナンバー登録に切り替えられ、同社の管理職の個人名義扱いで大切に動態保存されていた。現在も個人所有で動態保存されている。なお124号車は前述のとおり、かなり運用実績がなく、そのためにタコグラフの故障による交換が成されていないことから、現在でも累計走行距離は10万キロに達していない。またこの時期にはRU638AAブルーリボンの後継車である、RU638BBグランデッカが既に生産開始されていたが、社長のこだわりにより、ベース車体にブルーリボンを採用した。123号車は日野の在庫車であったが、124号車のベース車体が見つからなかったために完全特注となったものである。

#### オリエントエクスプレス（ハイデッカー・スタンダード車）
同社を一躍有名にしたブランド車両で1983年に導入され、バスロケットを搭載したハイデッカー車にブルーリボンと三菱ふそう・富士R3ボディの2車種を採用し、32人乗り、38人乗り、40人乗りが存在した。このシリーズから本格的な中央観光特注車体が生まれ、日野車と三菱・富士車に関しては窓下のパネルのサイズ変更をはじめとし、特に三菱・富士車はR3ボディでよく見られたサイドウインドウのフロント側の切り下げをなくし、ストレートに仕上げた車体を用いていた。塗装は本家オリエント急行を意識した、ロイヤルブルーに黄色の縁取りを入れたもので、このスタイルは後のジパングシリーズのみならず、現在においても同業他社で頻繁に採用されている。平成5年頃に123号車とともに除籍された。後述する二次型真鍮製エンブレムを採用していたが、そのあまりの重量のためにサイドパネルが歪んでしまった車があり、樹脂製の三次型に変えられた個体も存在した。

#### オリエントエクスプレス　(ダブルデッカー・ハイグレード車)
1983年にハイデッカー車とほぼ同時期に9台が導入された。ベース車体にネオプラン車のN122J/3スカイライナーを採用し、正席乗車定員56人乗りとした。オリエントエクスプレスのみの仕様として、一階席の車内高を高くとり、中央交通輸入分のスカイライナーに比べて高さ方向にゆとりを持たせていた。リアビューも、非常口をエンパイアステートサルーンの外ヒンジから内ヒンジに改め、テールライトをバンパー埋め込みの欧州仕様そのままとし、エンジンのパネルもスイング式ではなく上部ヒンジの跳ね上げ式に変更されてスムージングの状態で導入していた。当初はドイツ本国で塗装されたが、アストロフレークは吹き付けられておらずソリッドカラーであり、フェリーから陸揚げされたときにはサイドバーチカルピラーにエンパイアステートサルーンとステッカーで貼られていた。後期導入車4843号車と4844号車はリアウインドウが全くない状態であった。また当初は縁取りも塗装ではなく金色のカッティングシートを使用したもので、光線の状態によって縁取りが光っていたといわれる。エンブレム取付前には、ワイパーガードに『中央観光』と貼られていた。なおこの9台だけは、縁取りの隅に飾られた花弁模様のアクセントは、ハイデッカー車や以降のZIPANGブランドのものと違うデザインが採用されていた。多人数乗車が可能なことから、平成9年頃まで現役で使用された。社長のオリエントシリーズに対する意気込みは凄まじく、昭和58年9月1日付けの関西地区の朝日新聞地域広告版として、8ページに亘る折込広告が製作された。このシリーズから俗に云われる『向獅子』のエンブレムが車体に取り付けられたが、当初製作されたリースタイプのものは彫刻の堀込が浅く、獅子も小さかったために社長がデザインのやり直しを命じ、その後に厚みのある真鍮製の二次型の大型のエンブレムが製作された。各種媒体への出演や撮影のために、日野車とネオプラン車にリースタイプのエンブレムを取り付けて臨んでいたが、二次型の物に随時置換えが進んでいった。取り外された初期型エンブレムは、三菱車に移設された後に再度外され、ほとんどが破壊された。なお初号車である4710号車が、僚車が解体されていく中、栃木県のバス愛好家団体アキバエクスプレスによって保存されていたが、主宰者の不祥事の影響をうけて、解体となった。

#### グランドサルーン（スタンダード車）
1983年に25台導入された、ネオプランに続く二階建車としてMANの22.280HOCRの3軸シャーシを採用した。導入後すぐに大阪日本観光に12台が移籍された。フォイト製の液体式トルクコンバータートランスミッションを搭載したボタンシフトによる4速セミAT車でもあった。元々本国では観光バスではなく、シティ路線バスとしてのシャーシであったため、エンジンの出力も280馬力と小さく、ストップ・アンド・ゴーに対応するためにトルクコンバーターと組み合わされていた。このATはDレンジがなく、発進時は1速のボタンを押して発進し、速度が上昇していくにつれて2、3、4とボタンを押してシフトアップをするもので、シフトダウン時もその都度ボタンを押してシフトダウンするというものであった。シフト時はアクセルによる、ある程度のエンジン回転数の同調を図らねばならず、このATの故障原因のほとんどは、シフトミスによる急激なエンジン回転の変動で、トルクコンバーターに過大な負担がかかり、トルコンの羽根を破損させてしまうというものであった。当初の導入計画では、2階建てバスによるシティ路線バスの運用を提案するために、このようなシャーシ設計での導入であった。このことから高速走行が不得手なため、どちらかというと近距離を大量輸送するために特化して使用されていた。大阪日本観光との業務の差別化を明確にするために、比較的早期に残りの13台も移籍された。なお、初期導入車は日本の2階建てバスとしては珍しく前扉しか装備されておらず、一部の車体では2階席へ通じる階段が前方と後方の2箇所にあった。エアコンが直結仕様で先に記述のとおりエンジンの出力が低いということもあり、夏場は稼働率が低かったといわれる。1階席はサロンタイプと正席タイプに二分され、特にサロンタイプは様々な仕様が存在した。また車内において麻雀が出来ることを売りにしていたそのフリースペースは、本来サブ・エンジン方式によるエアコンユニットの搭載位置であった。なおMANの3軸シャーシの第3軸は、ネオプランと違ってステアしないリジットアクスルである。

#### ニューマン（スタンダード車）
1984年後半からMANの22.330HOCRをベースとして5台が導入された。グランドサルーンとの大きな差異はサイドウインドウのピラーくらいであった。ホイト式トルクコンバーターAT独特のアクセルワーク、シフトワークから乗務員を解放させるため8MTを採用し、エンジンの出力も330馬力とサイズアップさせ、直結エアコンにも対応させた。ちなみにMANは『マン』とよく呼ばれるが、正しくは『エム・アー・エヌ』と発音する。車体表記も22.330HOCRとは、総重量22トンで330馬力エンジンという意味である。

#### シルバースター（スタンダード車）
1985年に、ネオプランN116/2シティライナーをベースとして、40人乗りの乗車定員で2台導入された。このネオプラン車が俗に言われる「ブラックグリル」の最終モデルで、当初は車体全体を名称のとおりにシルバーに塗られていたが、車体改装時にジパングカラーに塗り替えられた。その際に「シルバースター」から「ハレーエクスプレス」に名称が変更になったが、シリーズそのものは別のものである。また当時としては珍しい、ネオプランシャーシにMANエンジンの組み合わせであった。

#### ジパング・ハレーエクスプレス（スタンダード車）
| 「シルバースター」 ネオプラン・シティライナー N116/2 |  | 「ジパング・ハレーエクスプレス」 ネオプラン・スペースライナー N117/2 |
| 「シルバースター」 ネオプラン・シティライナー N116/2 |  | 「ジパング・ハレーエクスプレス」 ネオプラン・スペースライナー N117/2 |

1986年に25台導入された。ネオプランN117/2スペースライナーで、後部サロンシート・便所付41人乗り。このスペースライナーから角ライト4灯ヘッドライトにマイナーチェンジされた。またシフトレバーもセレクト方向が国産車と同方向に変更され、シフト・セレクト方向ともに可動範囲が狭くなり操作性を向上させた。エンジンにベンツOM422ツインターボ550馬力を採用した。導入直後は白1色にZIPANGロゴが記されていたが、間もなく白地に裾周りを黒とグレーのジパングカラーに塗り替えられた。バルCSB商事独自の仕様で乗降口は中央のみで、本来なら乗降口に相当する前部ドアはドライバー用ドアで、左右両側に装備されてドライバーの乗降を行っていた。1階運転席と客席とは前部に非常口として連絡口が用意されていた。中央交通輸入分のスペースライナーとの外観上の差異は、ネオプラン純正のブリスターフェンダーを装備していたことと、本国用のナンバープレートポケットがあったことである。こちらは1997年より売却が始まり、2004年に正席改造された最後の1台が売却された。ちなみにジパングブランドは、この車から始まったものであり、それまで一貫して土足禁止車が主流の各シリーズに対して、ハレーエクスプレスは当初から土足車としての導入であった。

#### ジパング・ヘリコン（スタンダード車）
1986年に導入された、MAN製車両としては最後期の輸入車で、UFC仕様のスーパーハイデッカー。4列シート便所付、42人乗りと44人乗りが各1台ずつの導入。2軸車体と3軸車体があった。

#### ジパング・ボーバー（スタンダード車）
| 「ジパング・ボーバー」 ボーバ・フートゥラ FHM12/330 |  | 「ジパング・マグナム」 三菱ふそう・エアロクィーンK |
| 「ジパング・ボーバー」 ボーバ・フートゥラ FHM12/330 |  | 「ジパング・マグナム」 三菱ふそう・エアロクィーンK |

1986年に導入された日本ではわずか2台のボーバ・フートゥラで、4列シート便所付45人乗り。1994年に売却された。

#### ジパング・インテグラ（スタンダード車）
1988年に他社からの転籍で8台導入された。三菱ふそう・三菱エアロクィーンKで、便所付51人乗りの汎用車。

#### ジパング・マグナム（スタンダード車）
1989年に8台導入された。やはり三菱エアロクィーンKで、こちらは乗降口は中扉を使用し、運転席部分と客室は仕切られていた。便所付50人乗りの汎用車。インテグラとの差異として、マグナムは直結式エアコンを採用している。2004年に最後の在籍車の2台がハレーエクスプレスとともに登録抹消された。

#### ジパング・オリエントエクスプレスVIP（ハイグレート車）

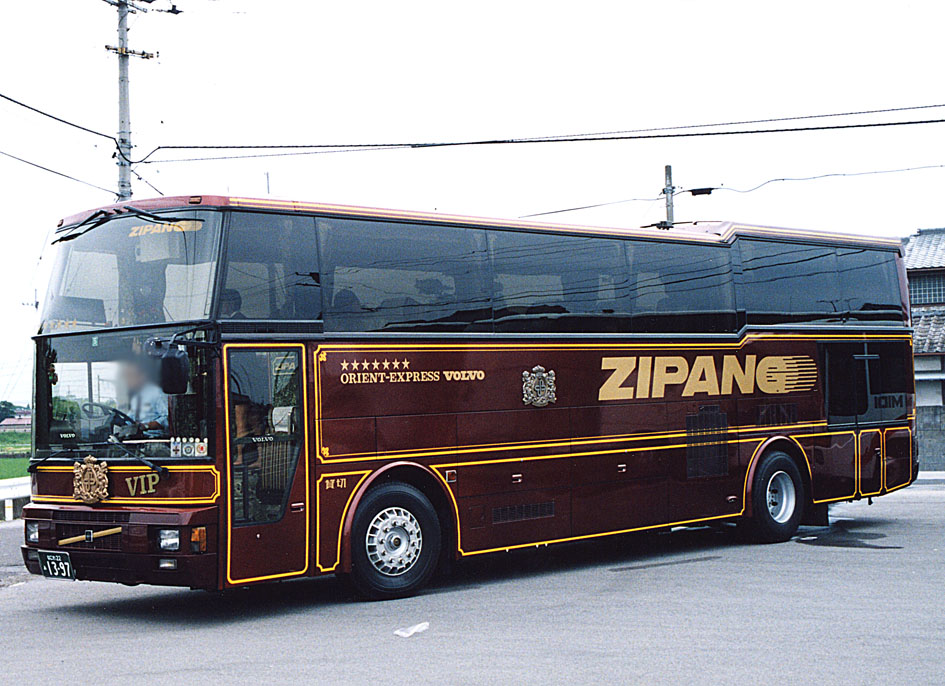
「ジパング・オリエントエクスプレスVIP」 ボルボ・アステローペ

1989年に導入された24人乗りのサロンカー。ベース車にボルボ・アステローペを採用し、全体をワインレッドカラーとしてそれまでのオリエントエクスプレスVIPとの差別化を図った。ジパングブランドに合わせた内装のため、オリエントエクスプレスのような華やかな赤基調ではなく、落ち着いたブラウン基調の内装色となっている。また当時革新的ともいわれたエプソンの液晶テレビとマルチAVシステムを組み合わせ、最後部を除く正席シートのすべての後部に設置された。1396号車とカタログ車となった1397号車の2台が存在したが、大阪中央観光バス時代に1396号車が車両火災を起こし、除籍後に解体抹消された。1397号車はその後も現役で使用され、中央観光バス倒産後もジェイジェイ交通に引き継がれてフラッグシップとして活躍後、2004年に登録抹消され、個人所有により動態保存されている。

#### ジパング・プレステージ（スタンダード車）

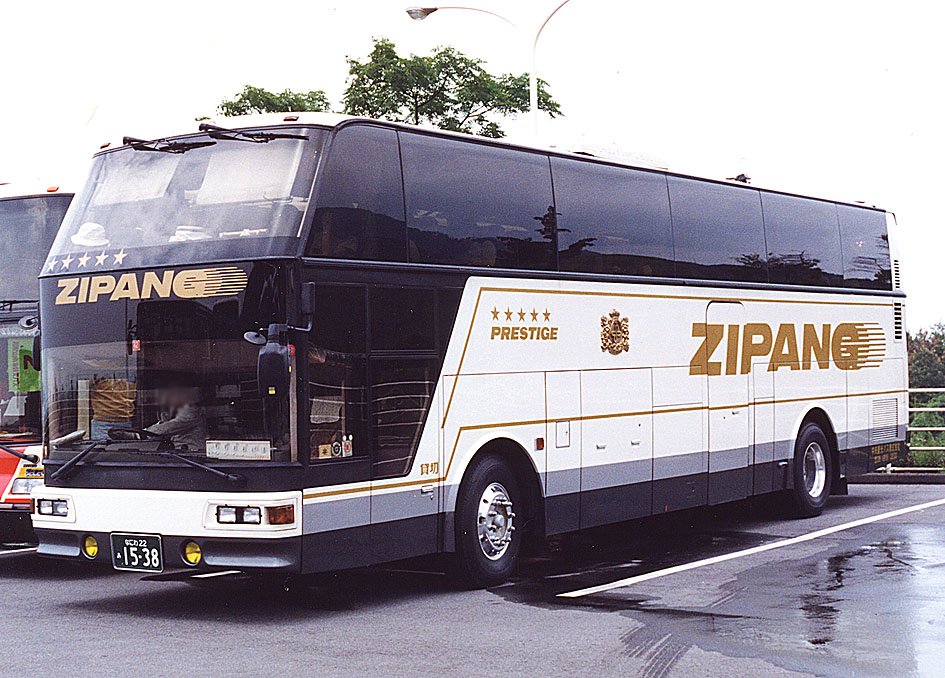
プレステージ 1989年導入車
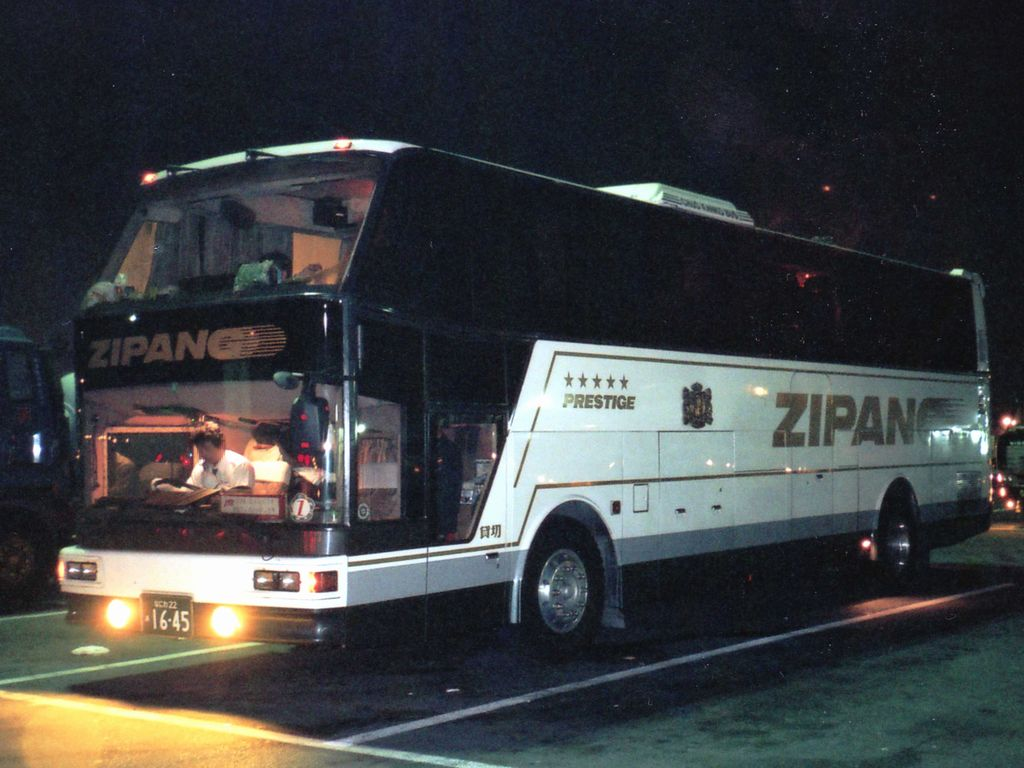
プレステージ 1990年導入車

1989年から1990年にかけて合計20台が導入された。ハレーエクスプレスのようなスタイルの国産UFC（アンダー・フロア・コクピット）車両を導入しようと、大阪中央観光バスの社長をはじめとするプロジェクトチームによって富士重工と協力のもと開発された。いすゞスーパークルーザーのUFC仕様としては初の富士重工車体架装車で、便所付45人乗り。1990年導入車はサイドウインドウが拡大された。そのためサイドモールが前方に向かうに従い、乗務員の昇降ドア付近から上向きになっている。この後期型をベースとして、ダイムラーの開発が行われた。晩年は2台がJTBとNTTドコモ関西によって同社初のラッピングバスとして大阪〜愛知間の愛知万博ツアーバスとして運用された。2001年に12台が売却され、残った車両も2004年に売却された。なお売却された車両の一部が一時期千葉県成田市の関東営業所に所属していた。
尚、系列の岐阜中央観光バスでは、日野・セレガGJをベースとするフラッグシップ車に同一名称が採用されている。

#### ジパング・エトランゼ（スタンダード車）
| 「ジパング・エトランゼ」 三菱ふそう・エアロキング |  | 「ジパング・ルグラン」 三菱ふそう・エアロキング |
| 「ジパング・エトランゼ」 三菱ふそう・エアロキング |  | 「ジパング・ルグラン」 三菱ふそう・エアロキング |

学校法人姫路学院スクールバスから転入した三菱エアロキングで、便所付60人乗り。2台が導入された。

#### ジパング・ルグラン（スタンダード車）
1991年に3台が導入された。三菱エアロキングで、1階が対面式サロンになっていた。2階は通常の4列シートで、便所付53人乗り。ただし2階席のシートピッチは通常のエアロキングに比べて、格段に広く取られている。

#### ジパング・プライオリティ（スタンダード車）
| 「ジパング・プライオリティ」 日野・セレガGJ |  | 「ジパング・トルネード」 日野・セレガGJ |
| 「ジパング・プライオリティ」 日野・セレガGJ |  | 「ジパング・トルネード」 日野・セレガGJ |

1995年に4台が導入された日野・セレガで、同社としては久々に導入となった日野車。車体色にグリーンを採用した。スキーツアー用の特別車として導入されたため、直結エアコンを装備していた。独立3列シート便所付30人乗りと、夜行高速バスの車両に近い仕様であった。音響機器に拘っていたため、正席のシートにウーファースピーカーを埋め込んでおり、重低音を体感できた。2001年に後述のジパング・トルネードとともに全車登録抹消、売却された。なお、兵庫県の貸切バス事業者日本観光旅行センターに売却された車両は、ジパングから許諾を受け中央観光時代とほぼ同じ塗装で運用された。また、同社では以後導入した車両に同じカラーリングを採用している。

#### ジパング・トルネード（スタンダード車）
1995年に4台が導入された日野セレガで、4列シート49人乗り。プライオリティと同じくスキーツアー車としての扱いであった。また、一時期開設された関東営業所にも同名の車両が在籍しており、こちらは三菱ふそう・エアロバスであった。

#### ジパング・ミディアム（中型スタンダード車）
他社からの移籍で2台が導入された三菱ふそう・エアロミディMMで27人乗り。2005年に売却された。

#### ジパング・ダイムラー（当初はハイグレード車）

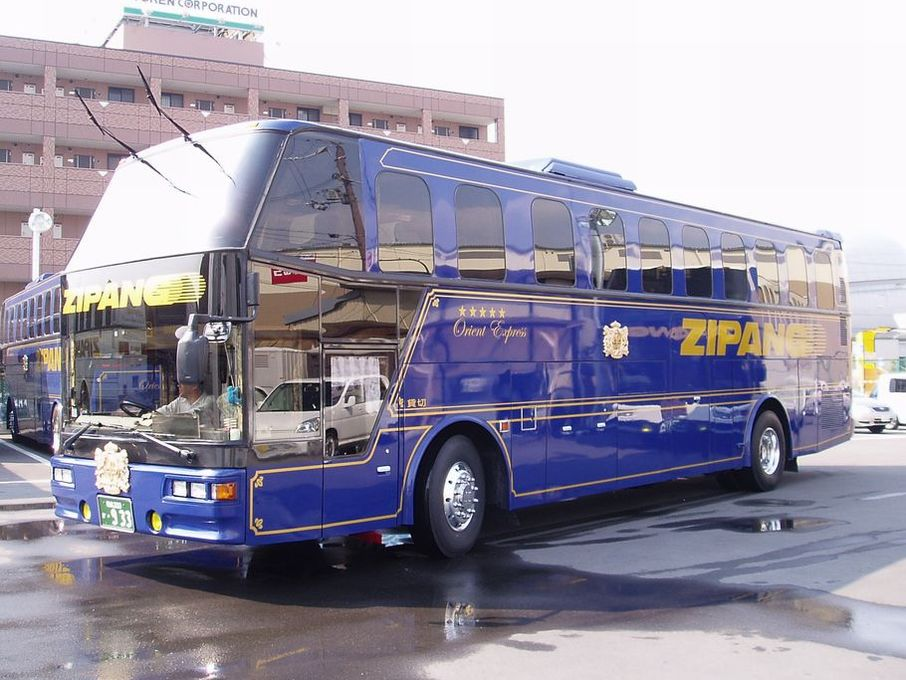
「ジパング・オリエントエクスプレス」 いすゞ・スーパークルーザー（「ジパング・ダイムラー」から改装）

1991年に26台が導入された。ジパング・プレステージのヒットを受け、その特殊な車体をベースとしていすゞスーパークルーザーUFCに富士重工製の特注車体を架装。当初は34人乗りと40人乗りだけのラインナップであった。特に34人乗りはほぼ全座席がボックスシート仕様となっており、しかも1ボックスごとに窓が1つと、観光バスの特徴である「景色が見やすい広い視界の窓」にあえて逆らうかのような構造で、小窓の並ぶ外観が異彩を放っており、業界を驚かせた。その後観光バスを取り巻く需要が変化したため、乗車定員を増やした43人乗りと45人乗りの車体を改造により導入し、大阪中央観光バス末期まで活躍した。ジパングJJ時代に土足禁止車であった34人乗りの6台の内4台を土足車に変更したが、バブル期ほどの稼働率は見られずほとんどのダイムラーは車庫の片隅にずっと留置され、稼動しているプレステージの部品取りのドナー車となった。2004年の末頃から除籍が始まり、特に34人乗りは早期に除籍売却された。乗車定員の多い43人乗りと45人乗り車はジパングJJからジパングに引き継がれた際に大改修を施され、45人乗りの一部車両は外装の塗色を改めて前述の「オリエントエクスプレス」へ改装された。これは業務を引き継いだ現社長の、初心を忘れないように温故知新の意味をこめての仕様変更であった。しかし大阪府生活環境の保全等に関する条例等の排ガス規制強化の煽りを受け、2008年12月のさよならツアーを以て全車が登録抹消となった。これにより旧中央観光時代に導入された車両はすべて退役、化粧室装備車両のラインナップが消滅した。

#### ジパング・D-MINI（小型車）
同社唯一の小型車両で27人乗り。日野・レインボー1台のみが在籍していた。除籍された時期は不明。

#### LEGEND零FOUR号（水陸両用車）
日本水陸観光が企画・実施する観光ツアー「大阪ダックツアー」にて使用される水陸両用バス。いすゞ・フォワードをベース車種に採用している。陸上区間の運行会社変更に伴い、都島自動車に転籍した。

## 関連会社
- バルC.S.B商事 - 欧州バス輸入販売総代理店で、バル・インターナショナル社との合弁会社。販売車種および取扱品目は以下のとおり。
  1. MERCEDES-BENZ/ハイデッカーバス、中型バス
  2. MAN/2階建てバス、ハイデッカーバス。
  3. SETRA(KASSBOHRER)/2階建てバス、ハイデッカーバス
  4. NEOPLAN/2階建てバス、特装車
  5. DROGMOLLER/2階建てバス
  6. SUTRAK/エアーコンディショナーユニット
  7. VOITH/トランスミッションとリターダーブレーキ
  8. CHARDON/観光バス寝台シート
- 大阪日本観光バス - 大阪府高槻市に拠点を置いていた貸切バス事業者。1980年代に滋賀交通グループ入りし、社名を大阪国際観光バスに改称。その後2002年に滋賀交通の大幅なグループ再編に伴い事業廃止した。
- 岐阜中央観光バス - 1983年に中央観光バスが子会社として設立した貸切バス事業者。当時の大阪中央観光バス社長が岐阜県出身ということで岐阜進出を果たし、社長には実兄が就任した。現在は岐阜ZIPANGバスという社名で事業を展開しており、こちらは主に中型・小型車両と大型スタンダード車をラインアップしている。
- 中央観光ツアーズ - 一般旅行業
- 大阪バス共同販売 - 中央観光バスと大阪日本観光バスの販売総代理店
- ライフサイエンスクラブ - 健康管理クラブ

## 登場する作品
- 極道の妻たちII
  - 劇中においてオリエントエクスプレスとトリコロールが登場するシーンがある。ちなみに撮影時車両を運転していたのは、後述の「倒産から奇跡の復活劇」著者の野間直彦であることが確認されている。